# Dorossyni
Dorossyni (ukrainisch Доросині; russisch Доросины Dorossiny, polnisch Dorosinie) ist ein Dorf in der Westukraine in der Oblast Wolyn, Rajon Luzk etwa 32 Kilometer nordwestlich der Oblasthauptstadt Luzk gelegen.

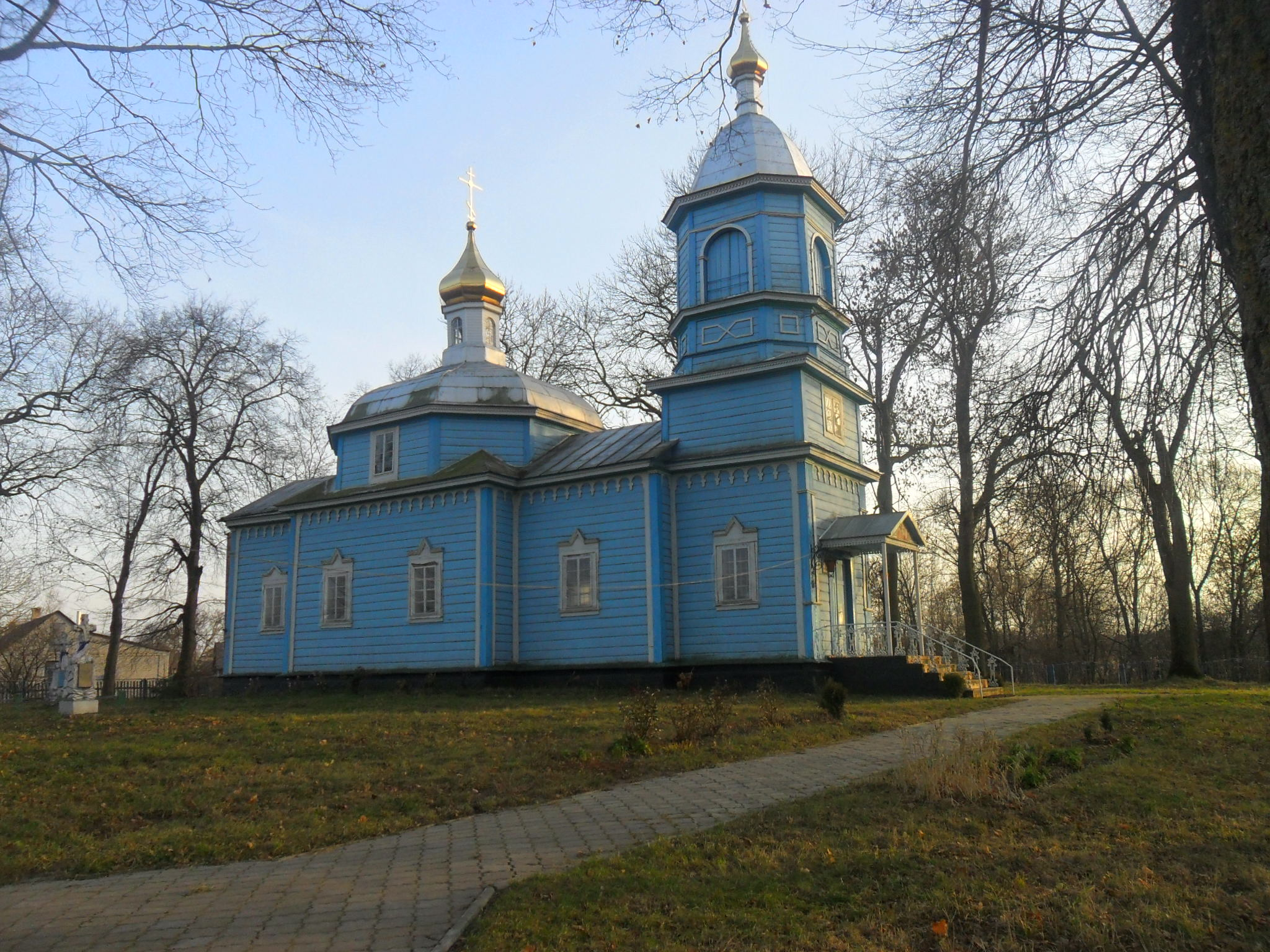
Kirche im Ort

## Geschichte
Der Ort wurde 1447 zum ersten Mal schriftlich erwähnt und gehörte bis 1793 in der Woiwodschaft Wolhynien zur Adelsrepublik Polen-Litauen. Mit den Teilungen Polens fiel der Ort an das Russische Reich und lag bis zum Ende des Ersten Weltkriegs im Gouvernement Wolhynien.
Nach dem Ersten Weltkrieg kam der Ort zu Polen (in die Woiwodschaft Wolhynien, Powiat Łuck, Gmina Szczurzyn), im Zweiten Weltkrieg wurde er zwischen 1939 und 1941 von der Sowjetunion besetzt. Nach dem Überfall auf die Sowjetunion im Juni 1941 wurde er dann bis 1944 von Deutschland besetzt, dies gliederte den Ort in das Reichskommissariat Ukraine in den Generalbezirk Brest-Litowsk/Wolhynien-Podolien, Kreisgebiet Luzk.
Nach dem Krieg wurde der Ort der Sowjetunion zugeschlagen. Dort kam das Dorf zur Ukrainischen SSR und seit 1991 ist es ein Teil der heutigen Ukraine.

## Verwaltungsgliederung
Am 22. Dezember 2019 wurde das Dorf zum Zentrum der neugegründeten Landgemeinde Dorossyni (ukrainisch Доросинівська сільська громада/Dorossyniwska silska hromada). Zu dieser zählten auch noch die 7 Dörfer Kyjasch, Beresk, Witschyni, Worontschyn, Studyni, Nemyr, Rajmisto, bis dahin bildete das Dorf zusammen mit dem Dorf Kyjasch die gleichnamige Landratsgemeinde Dorossyni (Доросинівська сільська рада/Dorossyniwska silska rada) im Westen des Rajons Roschyschtsche.
Am 12. Juni 2020 wurde die Landgemeinde um 5 weitere Dörfer erweitert.
Am 17. Juli 2020 wurde der Ort Teil des Rajons Luzk.
Folgende Orte sind neben dem Hauptort Dorossyni Teil der Gemeinde:
| Name                     | Name       | Name                   | Name                | Name |
| ukrainisch transkribiert | ukrainisch | russisch               | polnisch            |      |
| ------------------------ | ---------- | ---------------------- | ------------------- | ---- |
| Beresk                   | Береськ    | Береск                 | Beresko             |      |
| Jasseniwka               | Ясенівка   | Ясеновка (Jassenowka)  | Jasinówka           |      |
| Kwitnewe                 | Квітневе   | Квитневое (Kwitnewoje) | Babie               |      |
| Kyjasch                  | Кияж       | Кияж (Kijasch)         | Kijaż               |      |
| Nemyr                    | Немир      | Немир (Nemir)          | Niemir              |      |
| Rajmisto                 | Раймісто   | Раймисто (Raimisto)    | Rajmiasto           |      |
| Schtschuryn              | Щурин      | Щурин (Schtschurin)    | Szczurzyn           |      |
| Studyni                  | Студині    | Студыни                | Studynie, Studzinie |      |
| Trysten                  | Тристень   | Тристень (Tristen)     | Trysteń             |      |
| Witonisch                | Вітоніж    | Витониж                | Witoniż             |      |
| Witschyni                | Вічині     | Вичини (Witschini)     | Wiczynie            |      |
| Worontschyn              | Ворончин   | Ворончин (Worontschin) | Woronczyn           |      |